# Guido Daccò
Guido Daccò (Limbiate, 10 de setembro de 1942 — Lezzeno, 29 de julho de 2006) foi um automobilista italiano.
Começou sua carreira pilotando motos, mas foi a partir de 1980 que ele concentrou-se apenas em pilotar monopostos, ao participar da Fórmula 2 até 1984, mas neste período, não conseguiu mais que um quarto lugar no GP de Misano, em 1983. Entre 1985 e 1987, Daccò participou da Fórmula 3000, também com desempenho fraco: o máximo que ele obteve foram dois quintos lugares, nas provas de Spa-Francorchamps e Dijon-Prenois.
Correu ainda na CART (futura Champ Car) entre 1989 e 1992, nesta última já aos 50 anos. Marcou apenas quatro pontos, em 1989 e 1990, todos chegando em décimo-segundo lugar. Ainda em 1992, voltou a correr na Europa, mais precisamente na Fórmula 3 alemã, antes de encerrar sua carreira de piloto.
Daccò chegou a participar de provas de automobilismo com carros históricos, além de ter uma equipe no FIA GT. Morreu em julho de 2006, de causas desconhecidas.

## Links
- Estatísticas de Guido Daccò - ChampCarStats.com (em inglês)